# Xifos
El xifos (en griego: ξίφος; ocasionalmente transcripto xiphos) es una espada corta de doble filo, era la espada de una mano utilizada por los griegos antiguos. Era un arma secundaria de los ejércitos griegos, después de la lanza o jabalina, en el campo de batalla. La hoja clásica medía generalmente cerca de 50-60 cm de largo, aunque los espartanos, supuestamente, comenzaron a utilizar hojas de apenas 30 cm alrededor de la época de las guerras greco-persas. El xifos tiene a veces un nervio central. Normalmente, el xifos se colgaba de un bálteo situado en la axila izquierda. El xifos se utilizó, generalmente, cuando la lanza fue descartada para el combate cercano. Muy pocos xifos parecen haber sobrevivido.
George Cameron Stone, en su libro A Glossary of the Construction, Decoration and Use of Arms and Armor: in All Countries and in All Times   dice que xifos era el nombre utilizado por Homero para nombrar a una espada; añade que esta espada tenía una amplia hoja de doble filo de alrededor de dos tercios de su longitud desde el final de la empuñadura, terminando la hoja en una punta afilada. El nombre xifos parecer significar algo parecido a "penetrar la luz", según el investigador de espadas Peter Johnsson.

## Diseño
Debido a la forma de la hoja el diseño del xifos permite cortar y clavar. Su hoja es discreta, pero suficientemente eficaz para parar los golpes de otra espada del mismo género. Las hojas de bronce y hierro son más apropiadas para la forma de la hoja del xifos debido a la suavidad de estos metales en comparación con el acero. Se hicieron más espadas de bronce ya que son más fáciles de fabricar que las espadas de hierro, que es necesario forjarlas (el hierro forjado es demasiado blando para hacer una buena espada, pero se hicieron muchas espadas de este metal).

## Uso
El xifos es la espada de los mirmidones, y otros soldados griegos de época homérica. Los hoplitas no usaban esta espada, porque su arma era la lanza, más fácil y más rápida de producir, más eficaz en una carga de la falange y, sobre todo, mucho menos costosa.